# Hexoskin
 (avril 2023).
L'article doit être relu — et modifié si nécessaire — par des contributeurs indépendants pour apporter un regard critique aux contributions effectuées en violation des conditions d'utilisation de Wikipédia, tant sur la forme (notamment concernant le style encyclopédique, la proportionnalité) que sur le fond (la neutralité de point de vue, la qualité et l'indépendance des sources).
Hexoskin est un vêtement intelligent qui enregistre et transmet une série de signes physiologiques. 
Le vêtement est accompagné d'une plateforme de santé connectée (logiciels et applications), ainsi qu'un ensemble d'outils et de modèles algorithmiques pour l'analyse donnée.

## Historique
La société qui développe l'Hexoskin, Carré Technologies Inc, est fondée en 2012.  
En 2019, Carré Technologies sort Hexoskin ProShirt, l'Hexoskin adapté à un usage professionnel dans un contexte opérationnel et militaire. En mars 2020, dans le contexte de la pandémie liée à la maladie à coronavirus 2019, Hexoskin développe une nouvelle solution permettant de suivre à distance et en continu les symptômes de patients atteints, afin de contribuer aux essais cliniques pour la recherche d'un vaccin et pour désengorger les systèmes de santé au Québec et aux États-Unis.  
En septembre 2020, Hexoskin reçoit le médaillon de reconnaissance Medteq+, distinguant les projets sélectionnés lors de l'appel à solutions #COVID19 du Gouvernement du Québec.

## Description
Hexoskin est développé par Carré Technologies Inc., une entreprise québécoise spécialisée en intelligence artificielle et en capteurs et logiciels de données en santé. Hexoskin enregistre les signes physiologiques suivant : ECG, rythme cardiaque, variabilité cardiaque, rythme respiratoire, volume respiratoire, actigraphie ainsi que des mesures d'activité comme le nombre de pas et leur rythme, la cadence et le nombre de calories dépensées. Ce vêtement peut mesurer la fréquence cardiaque, le nombre de respirations par minute, le volume d’air dans les poumons, la consommation maximale d’oxygène (VO2 max), le nombre d’enjambées par minute et la qualité du sommeil.
Le vêtement connecté Hexoskin a la capacité d’enregistrer 42 000 informations par minute. Celui-ci est accompagné de son dispositif (boitier) Bluetooth permettant la transmission des données en temps réel vers une interface mobile. Il permet d’enregistrer plusieurs centaines d'heures de données, et selon les modèles, dispose d'une autonomie qui varie entre 12h, 30h et 48 heures,. Hexoskin dispose d'une plate-forme de Santé Connectée Hexoskin qui fournit les outils permettant de rapporter, de visualiser et d'analyser des données  provenant des capteurs cardiaques, respiratoires et d'activité portés à même le corps,.
Hexoskin est utilisé dans des environnements divers, comme la recherche et médecine spatiale, la recherche en santé cardiovasculaire et respiratoire entre autres, le développement pharmaceutique, le sport et la gestion de la performance, mais aussi dans des contextes cliniques et opérationnels comme la défense et la sécurité..

## Recherche et Médecine Spatiale
L'équipe de médecine spatiale d'Hexoskin travaille depuis 2011 avec l'Agence spatiale canadienne et la Nasa sur des systèmes de surveillance médicale à distance pour des missions spatiales à long terme liées à l'exploration spatiale et à la recherche sur le vieillissement cardiovasculaire dans l'espace et sur terre,
En septembre 2018 l'entreprise dévoile le système d'observation des signes vitaux, Astroskin. Disponible pour la recherche depuis 2019, celui-ci est basé sur le Bio-Moniteur développé en partenariat avec l’Agence spatiale canadienne (ASC) pour surveiller la santé des astronautes à bord de la Station spatiale internationale. Les vêtements Astroskin offrent une surveillance en continu de la pression artérielle, un oxymètre de pouls, un ECG à 3 dérivations, des capteurs de respiration, un capteur de température cutanée et des capteurs d'activité, pour une autonomie de 48 heures et une capacité de stockage d'environ 600 heures de données.
L’astronaute canadien David Saint-Jacques de l'Agence Spatiale Canadienne ainsi l'astronaute italien Luca Parmitano de l'Agence Spatiale Européenne ont tous deux porté l’Astroskin (Bio-Monitor) lors de leur mission dans la Station Spatiale Internationale, durant lesquelles ils ont complété le déploiement ainsi que réalisé les premières expériences en orbite avec Astroskin. Ce projet va permettre de suivre en temps réel l'état de santé des astronautes et mieux comprendre les effets du vieillissement du corps, qui est accéléré dans l’espace.
En janvier 2019, David Saint-Jacques a déployé lors des missions ISS Expedition 57 et 58 et testé pour la première fois dans l'espace le système Astroskin, dans la Station Spatiale Internationale,. En janvier 2019, lors des Expeditions 60 et 61 l'astronaute Luca Parmitano de l'Agence Spatiale Européenne entreprend les derniers tests de calibration du système en orbite et entame la première expérience impliquant l'utilisation d'Astroskin dans l'espace, dans le cadre d'une recherche menée par l'Agence Spatiale Canadienne et l'Université de Waterloo sur le vieillissement du système vasculaire,. Opérationnel dans l’Espace, le système Astroskin est prévu d'être utilisé dans la Station Spatiale Internationale pour mener des recherches dans l’Espace au cours des cinq prochaines années,.
En 2016, les chercheurs de la mission de simulation Nasa HERA étaient équipés de ces mêmes vêtements pour observer l'évolution de leur état de santé en situation de confinement de longue durée. Ces missions se déroulent dans un dôme isolé sur les pentes du volcan Mauna Loa, sur l'île d'Hawaii. La zone présente des caractéristiques évoquant celles de Mars, à une altitude d'environ 2 500 mètres offrant un lieu de recherche haute-fidélité pour les scientifiques afin de traiter les risques et les lacunes associés à la performance humaine durant les vols spatiaux et les missions d'exploration spatiale.

## Santé et Performance
En 2019, Hexoskin participe à une étude sur le sommeil des jeunes athlètes avec le FC Barcelone, afin d'optimiser leur santé et leur performance. Les informations recueillies seront traitées par les médecins de l'institut Adsalutem et des chercheurs de l'Université internationale de Catalogne (UIC). Le FC Barcelone fournira des données sur les performances des athlètes analysés, qui seront comparées à celles obtenues sur leur état de santé et sur la qualité de leur sommeil. Une étude sera présentée en détaillant les conclusions,.
En mai 2019, une alpiniste américaine, équipée du vêtement Astroskin, entreprend une ascension éclair de l'Everest d'une durée de deux semaines aller-retour depuis les États-Unis. Réduisant considérablement le temps nécessaire pour acclimater son corps à l'altitude, cette technique baptisée « ascension éclair » se base sur une formation millimétrée, une planification nutritionnelle minutieuse ainsi que sur des technologies innovantes offrant visibilité et précision sur les données physiologiques. Selon l'alpiniste, « c’était une méthode non invasive pour collecter de nouvelles données au-dessus de 7 000 m en continu et en temps réel, ce qui m'a permis non seulement de surveiller ma physiologie pour des raisons de sécurité, mais également de recueillir des informations sur la manière dont le corps humain s'adapte à une hypoxie de haute altitude dans un délai aussi court ». 
En 2018 des chercheurs de l'Université Columbia, au Lamont-Doherty Earth Observatory utilisent des vêtements Hexoskin et d'autres capteurs corporels pour collecter des données sur l'exposition à la pollution dans un contexte urbain réel. Cela leur permet de cartographier l'exposition à la pollution autour de la ville de New York et d'autres villes nord américaines. Urbanistes et cyclistes peuvent maintenant utiliser ces cartes pour optimiser leurs circuits et le développement des villes.
En 2017, l'athlète canadienne Erica Wiebe ayant remporté la médaille d'or en lutte libre de 75 kg à Rio de Janeiro aux Jeux olympiques d'été de 2016 et adopté la technologie Hexoskin au sein de son programme d'entrainement, a fait don de son vêtement au Musée des sciences et de la technologie du Canada à Ottawa,.
Depuis 2011, Yann David, joueur de rugby à XV international français qui évolue au poste de trois-quarts centre au sein de l'effectif du Castres olympique, anciennement joueur du Stade Toulousain et Champion de France 2011 et 2012, utilise les solutions développées par Hexoskin pour optimiser et adapter son conditionnement physique et ses entrainements. 
D'autres athlètes de haut niveau utilisent Hexoskin au sein de leur entrainement,